# Fasil Ghebi

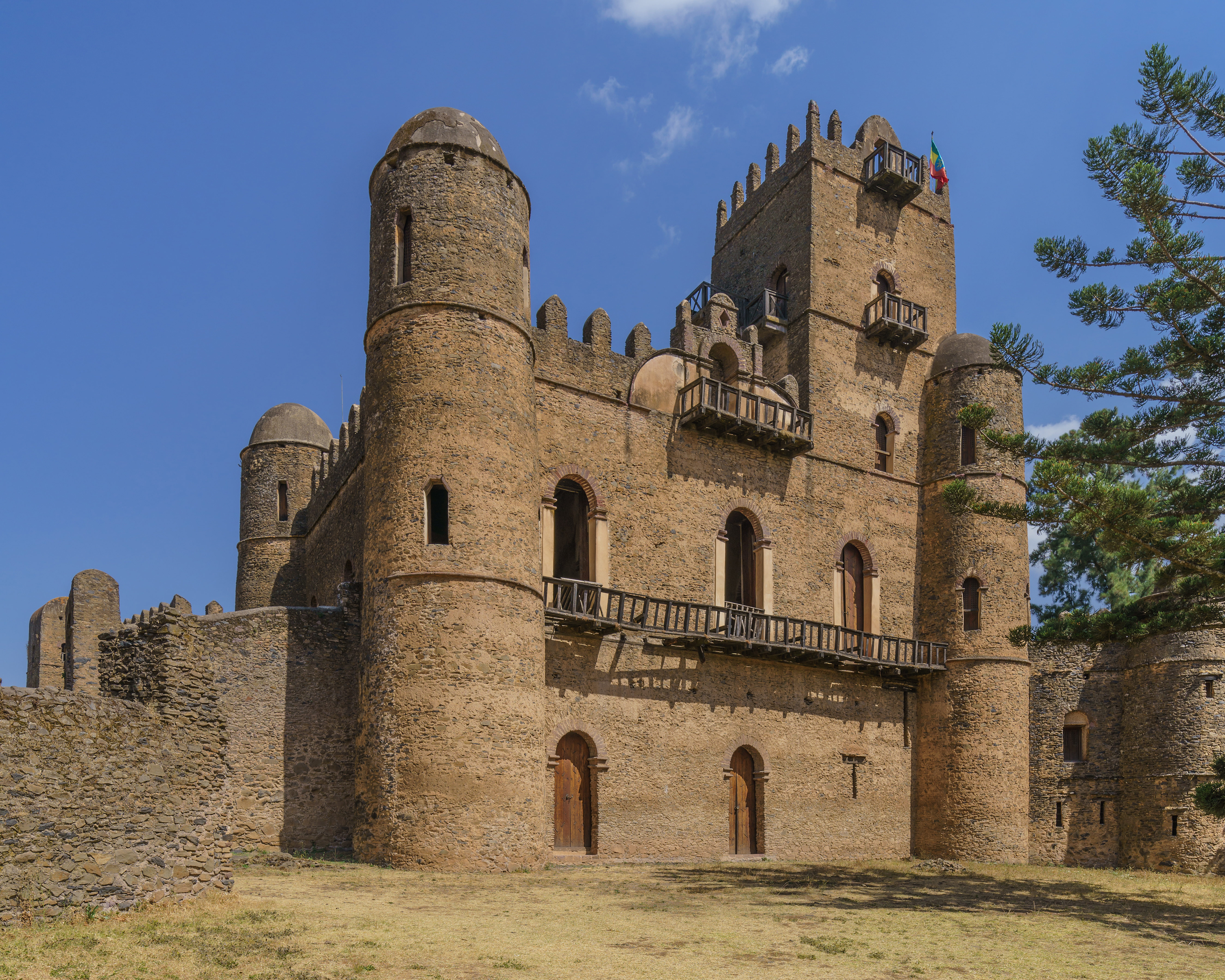
Castillo de Fasilides.

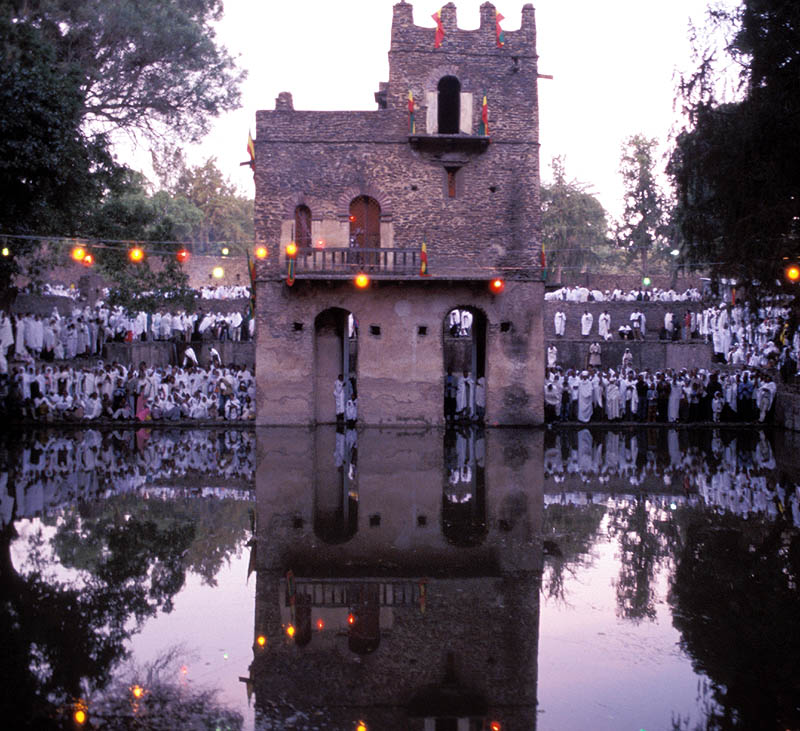
Gentío reunido en los baños de Fasilides de Gondar para celebrar el Timket - la Epifanía de la Iglesia Ortodoxa Tewahedo de Etiopía.

La ciudadela de Fasil Ghebi en la ciudad etíope de Gondar, es un recinto real amurallado del siglo XVII desde el que los emperadores de Etiopía reinaron sobre todo el imperio. En 1979, fue declarada Patrimonio de la Humanidad por la Unesco junto con otros monumentos de la ciudad y sus alrededores. Fasil Ghebi es un ejemplo único de un estilo particular de arquitectura, llamado estilo de Gondar, en el que sobre una base local árabe se han integrado las influencias del estilo barroco europeo, introducido por los misioneros portugueses, y las técnicas arquitectónicas indias de la cocción de la cal, aportadas por los maestros constructores llegados de Goa.
El recinto real de Fasil Ghebi está rodeado por una muralla de novecientos metros de longitud con doce puertas y dos puentes. En su interior se agrupan varios edificios históricos:
- el castillo de Fasilides, edificio de base rectangular flanqueado en las esquinas por cuatro torreones redondos rematados por cupulillas, que constituye la obra cumbre del estilo de Gondar
- el castillo del emperador Iyasu I, el edificio más alto de Gondar, construido entre 1682 y 1706
- la cancillería y la biblioteca de Yohannes I, dos pabellones anexos al castillo de Fasilides
- el salón de banquetes
- la tumba del caballo del rey Fasilides
- tres iglesias, entre las que destaca la capilla de San Antonio, con bellas pinturas murales
- cuadras

Además de Fasil Ghebi, también se han incluido en el Patrimonio de la Humanidad:
- la abadía de Debre Berhan Selassie, con su iglesia circular decorada con pinturas, a 1200 m al nordeste de Fasil Ghebi
- los baños de Fasilides, un palacio de varios pisos en un estanque dentro de un extenso terreno de recreo, donde anualmente se celebra la ceremonia de bendición del baño, a 1500 m al noroeste
- la iglesia de Kuddus Yohannes, a 1500 m al oeste
- el complejo de Qusquam, construido por la Emperatriz Mentuab en el siglo XVIII, a 3000 m al noroeste, que incluye una iglesia redonda y el palacio de Mentuab, construido entre 1730 y 1755, que recuerda al Renacimiento europeo
- el monasterio de Mariam Ghemb, llamado Socinios
- el palacio de Guzara

A pesar del terremoto de 1704, de la guerra civil del siglo XIX, de la decadencia de la ciudad al perder la capitalidad del imperio, y de algunas desafortunadas reconstrucciones realizadas por los italianos durante la Segunda Guerra Mundial, el estado de conservación de los edificios es bastante bueno.